# Gmina Osjaków
Die Gmina Osjaków ist eine Stadt-und-Land-Gemeinde (gmina miejsko-wiejska) im Powiat Wieluński der Woiwodschaft Łódź in Polen. Ihr Sitz ist die gleichnamige Stadt (deutsch Osjakow) mit etwa 1300 Einwohnern.
Partnergemeinde ist Trévol in Frankreich.

## Geographie

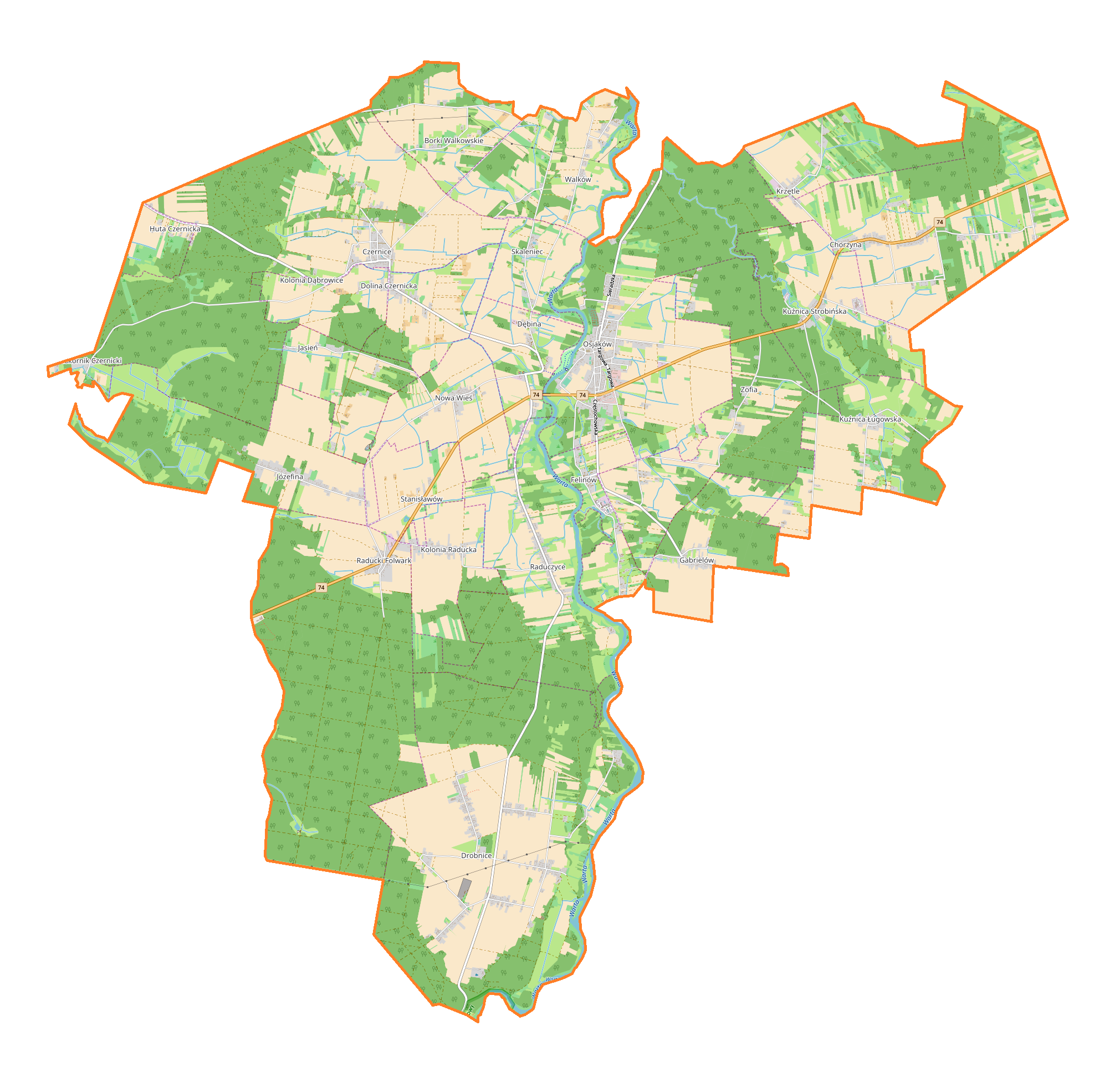
Karte der Gemeinde

Die Gemeinde liegt im Süden der Woiwodschaft. Nachbargemeinden sind Kiełczygłów, Konopnica, Ostrówek, Rusiec, Siemkowice, Wieluń, und Wierzchlas. Die Kreisstadt Wieluń liegt zehn Kilometer westlich und Łódź etwa achtzig Kilometer westlich.

## Geschichte
Die Gemeinde wurde 1953 und 1973 (wieder-)gegründet. Ihr Vorgänger war die ehemalige Gmina Radoszewice. Von 1954 bis 1972 war sie in Gromadas aufgegliedert. Von 1975 bis 1998 gehörte die Landgemeinde zur Woiwodschaft Sieradz. Der Powiat wurde in dieser Zeit aufgelöst. Im Jahr 1999 kam die Landgemeinde zur Woiwodschaft Łódź und zum wieder errichteten Powiat Wieluński. Zum 1. Januar 2024 erhielt Osjaków sein Stadtrecht zurück, sodass die bisherige gmina wiejska (Landgemeinde) zur gmina miejsko-wiejska wurde.

## Gliederung
Die Stadt-und-Land-Gemeinde (gmina miejsko-wiejska) Osjaków mit 4740 Einwohnern (Stand 31. Dezember 2020) besteht aus 20 Dörfern mit Schulzenämtern (sołectwa). Diese sind:
Borki Walkowskie
Chorzyna (1943–1945 Siechenhau)
Czernice (1943–1945 Beerental)
Dębina
Dolina Czernicka
Drobnice (1943–1945 Kleinhorst)
Felinów
Gabrielów
Jasień
Józefina
Kolonia Raducka
Krzętle
Kuźnica Ługowska (1943–1945 Moorhammer)
Kuźnica Strobińska
Nowa Wieś (1943–1945 Neudorf)
Osjaków (1943–1945 Ostwerder)
Raducki Folwark (1943–1945 Reinersdorf-Vorwerk)
Raduczyce (1943–1945 Reinersdorf)
Walków
Zofia
Kleinere Orte der Gemeinde sind Huta Czernicka, Kajdas, Kolonia Dąbrowice, Piskornik Czernicki und Stanisławów.